# 김회련 고신왕지
김회련 고신왕지(金懷鍊告身王旨)는 대한민국 전북특별자치도 정읍시에 있는 조선시대의 문서이다. 1966년 2월 28일 대한민국의 보물 제438호로 지정되었다.

## 개요
김회련 고신왕지(金懷鍊告身王旨)는 사령서(辭令書)로 뒤에 교지라 일컫던 것이다. 태조 4년(1395)의 왕지는 공주목사 겸 관내권농방어사를 제수한 것이며, 행서체로 쓰여있다. 태조 6년(1397)의 왕지는 해주목사 겸 권농병마단련사 염장관을 제수한 것으로 초서체로 쓰여있다. 보인(왕의 도장)은 ‘조선지보(朝鮮之寶)’이다. 이들 왕지는 희귀한 고문서 자료들이며 공신록권과 함께 연시각(延諡閣)에 보존되어 있다.

## 참고 자료
- 김회련 고신왕지 - 국가유산청 국가유산포털